# 乙未曆
《乙未曆》，是中国古代曆法，金朝耶律履撰写的历法，屬於陰陽曆。金世宗大定二十年（1180年），耶律履修成《乙未曆》。以金朝在乙未年（1115年）受命之故。其法是上元乙未距大定庚子（1180年）积年40453020。取日法20690。岁实（回归年）为365.24311700日，朔策（朔望月）为29.53059449日。因为不如赵知微的《重修大明历》精密，没有被行用。